# Kat Mydlář (muzikál)
Kat Mydlář je muzikál autorského tria Michal David, Lou Fanánek Hagen a Libor Vaculík, který měl premiéru 24. února 2011 v divadle Broadway pod producentskou záštitou Oldřicha Lichtenberga a Michala Davida. Muzikál pojednává o životě pražského kata Jana Mydláře a je volně inspirovaný dílem Josefa Svátka Paměti katovské rodiny Mydlářů. Režisérem, choreografem a autorem světelné koncepce je Libor Vaculík, kostýmy navrhl Roman Šolc a výtvraníkem scény je Michael Klang. 22. září 2011 oslavil muzikál 100. reprízu.

## Popis postav
- JAN MYDLÁŘ – student medicíny, který se pro lásku k Dorotce vzdal studia a dal se na dráhu kata, popravil 27 českých pánů, později sám obětoval život pro lásku své dcery
- JAN JESSENIUS – student medicíny, později uznávaný lékař, nejlepší přítel Jana Mydláře, vykonal první veřejnou pitvu, s dalšími 26 českými stavy byl popraven
- VYPRAVĚČ – provází dějem od studií Jana Mydláře až po jeho smrt
- EDUARD KELLEY – vědec, snaží se vytvořit elixír mládí, tišící nápojem pomohl zmírnit smrt Dorotky i Jana Jessenia
- ŽOFIE PEŠANOVÁ – hospodyně Adama Vaňury, žena, která jeho sňatkem s Dorotkou přišla o všechno, rozhodla se zbavit jak Vaňury, kterého otrávila, tak i Dorotky, na kterou svalila vinu, všech svých skutků lituje, avšak chamtivost jí omezuje
- DOROTKA – jediná láska Jana Mydláře, kvůli nedostatku peněz na přání otce vstoupila do manželství s Adamem Vaňurou, který ji vše odkázal, poté, co na ni Žofie svalila vinu za Vaňurovu smrt, byla odsouzena k upálení, po porodu dcery Mandalénky musela její láska (Jan Mydlář) vykonat popravu, po smrti se Mydlářovi ve snech zjevuje a vede ho životem
- ADAM VAŇURA – mlynář, zaměstnavatel Žofie, které původně věnoval vše, ale po sňatku s chudou Dorotkou závěť přepsal, Žofie jej otrávila a smrt svalila na Dorotku
- FERDINAND VAŇURA – chrudimský purkmistr, později šéf pražské bezpečnosti a manžel Žofie, nad bratrovou rakví přísahal pomstu vrahovi, nechal odsoudit Dorotku a později sám zavraždil svou ženu
- MANDALÉNKA – dcera Dorotky a Jana Mydláře, je zamilovaná do Jana Jessenia ml., ale stydí se za svůj původ, byla vychována Bětuškou, kterou má ráda, ač není její biologickou matkou
- JAN JESSENIUS ml. – syn Jana Jessenia, miluje Mandalénku, ale je pro něj těžké přenést se přes to, že jeho otec má být popraven jejím otcem, na příkaz F. Vaňury je zatčen a odsouzen k popravě, není popraven, protože se za něj vydá sám Jan Mydlář
- BĚTUŠKA – nešťastná manželka Jana Mydláře, kterou vlastně nikdy nemiloval, vzal si ji jen, aby vychovala Mandalénku, kterou sama miluje jako vlastní, neunese tíhu toho, že je nemilovaná a navíc, že její manžel se stane „vrahem českého národa“ a sama si bere život.
- CIKÁNKA LEA – jediná zná pravdu o vrahu Adama Vaňury, protože viděla Žofii, jak vlévá do vína jed, to ona odnesla Mandalénku od Žofie a předala ji Mydlářovi
- SOUDCE – vykonává rozsudek na Dorotkou, má být upálena hned po porodu
- PACHOLEK VÁCLAV – stává se nástupcem Jana Mydláře a zároveň jeho popravčím

## Obsazení
- JAN MYDLÁŘ – Daniel Hůlka, Bohuš Matuš, Marian Vojtko
- JAN JESSENIUS – Zbyněk Fric, Petr Kolář, Ladislav Spilka
- VYPRAVĚČ a MAGISTR KELLEY – Bohouš Josef, Josef Vojtek
- ŽOFIE PEŠANOVÁ – Kateřina Brožová, Ilona Csáková, Olga Lounová
- DOROTKA – Alžbeta Bartošová, Radka Fišarová, Marta Jandová
- BRATŘI VAŇUROVÉ – Vilém Čok, Martin Pošta, Tomáš Trapl
- MANDALÉNKA – Lucie Černíková, Kamila Nývltová, Zdenka Trvalcová, Taťána Chvojka
- JAN JESSENIUS ML. – Daniel Barták, Tomáš Beroun, Tomáš Löbl, Josef Vágner
- BĚTUŠKA – Ivana Jirešová, Luďka Kuralová, Markéta Procházková
- CIKÁNKA LEA – Gloria Fricová, Kristina Kloubková
- PACHOLEK VÁCLAV a SOUDCE – Radek Hub, Jan Tenkrát[3]

## Seznam písní čiscén
| číslo skladby | název skladby                               | zpívají nebo mluví                                       |
| ------------- | ------------------------------------------- | -------------------------------------------------------- |
| 01            | Prolog                                      | vypravěč/Kelley                                          |
| 02            | Tobě chci lásku svou dát I.                 | Mydlář, Dorotka, vypravěč/Kelley                         |
| 03            | Jednou se zámožnou stát                     | Žofie, Vaňura                                            |
| 04            | Pojďme do krčmy                             | Mydlář, Jessenius                                        |
| 05            | Kelleyho pracovna                           | vypravěč/Kelley                                          |
| 06            | Čas je lék                                  | Jessenius, vypravěč/Kelley                               |
| 07            | Píseň proudu roků                           | vypravěč/Kelley, Mydlář, Jessenius                       |
| 08            | Jaké to mám                                 | Dorotka, Mydlář, vypravěč/Kelley                         |
| 09            | Žena tvá                                    | Žofie, Vaňura, vypravěč/Kelley                           |
| 10            | Splnit vůli otce                            | Dorotka                                                  |
| 11            | Víno na usmířenou                           | Dorotka, Vaňura, Lea, vypravěč/Kelley                    |
| 12            | K Bohu ruce vzpínám                         | Dorotka                                                  |
| 13            | Soud nad Dorotkou                           | Dorotka, Žofie, Vaňura, soudce/pacholek, vypravěč/Kelley |
| 14            | Tobě chci lásku svou dát II. a pokus o útěk | Mydlář, Dorotka                                          |
| 15            | Žal svůj mám                                | Mydlář, Jessenius                                        |
| 16            | Dcerku nepoctí mateřskou něhou              | vypravěč/Kelley                                          |
| 17            | Podvod s dítětem                            | Mydlář, Dorotka, Žofie, Vaňura, Lea, vypravěč/Kelley     |
| 18            | Léky i jedy                                 | Mydlář, Jessenius, vypravěč/Kelley                       |
| 19            | Právo mám                                   | Mydlář                                                   |
| 20            | Žití marné                                  | Mydlář, Dorotka                                          |
| 21            | Upálení Dorotky                             | Mydlář, vypravěč/Kelley, soudce/pacholek                 |
| 22            | Chvíle, které chválím                       | Mydlář, Dorotka                                          |

| číslo skladby | název skladby                         | zpívají nebo mluví                                                           |
| ------------- | ------------------------------------- | ---------------------------------------------------------------------------- |
| 23            | Introdukce                            |                                                                              |
| 24            | To stárnutí zrádné                    | Mydlář, Jessenius, vypravěč/Kelley                                           |
| 25            | Mandalénčin návrat                    | Mydlář, Bětuška, Mandalénka                                                  |
| 26            | Mně se zdáš                           | Mydlář, Dorotka                                                              |
| 27            | Dorotčina nevina                      | Mydlář, Lea                                                                  |
| 28            | Pitva                                 | Jessenius, Žofie, Vaňura                                                     |
| 29            | Málo úcty mám                         | Mydlář                                                                       |
| 30            | Trnem růže on se zdá                  | Jessenius                                                                    |
| 31            | Zapíráš krev svou                     | Mydlář, Mandalénka                                                           |
| 31            | Právo na lásku mít (Mám své prokletí) | Mydlář, Bětuška                                                              |
| 32            | Výslech Kelleyho na Křivoklátu        | Mydlář, vypravěč/Kelley                                                      |
| 33            | Jít přímo Rájem                       | Mandalénka, Jessenius ml.                                                    |
| 34            | Bitva na Bílé hoře                    | vypravěč/Kelley                                                              |
| 35            | Musíš zmizet z Prahy                  | Mydlář, Jessenius                                                            |
| 36            | Ať chrání Bůh nás                     | Jessenius, vypravěč/Kelley                                                   |
| 37            | Zeptám se jí sám                      | Mydlář, Vaňura                                                               |
| 38            | Věřím dál                             | Žofie, Vaňura                                                                |
| 39            | Táta můj má tvého otce stít           | Mandalénka, Jessenius ml.                                                    |
| 40            | Zrádcem on se zdá                     | Jessenius ml., Mandalénka                                                    |
| 41            | Nechci být tu dál                     | Bětuška                                                                      |
| 42            | S hříchem sám                         | Mydlář, Mandalénka, Dorotka, vypravěč/Kelley                                 |
| 43            | Usvědčení                             | Žofie Mydlář, Žofie, Vaňura, vypravěč/Kelley, soudce/pacholek, Lea           |
| 44            | Moje tajemství                        | Žofie                                                                        |
| 45            | Úděl mám                              | Mydlář, Jessenius                                                            |
| 46            | Poprava 27 českých pánů               | vypravěč/Kelley                                                              |
| 47            | Já se teď ptám                        | Jessenius ml., Vaňura                                                        |
| 48            | Otče, zachraň lásku mou               | Mydlář, Mandalénka                                                           |
| 49            | Katovství dám rád                     | Mydlář, soudce/pacholek, vypravěč/Kelley                                     |
| 50            | Zemřít bych si přál                   | Mydlář                                                                       |
| 51            | Svůj plán mám                         | Mydlář, Mandalénka                                                           |
| 52            | Poprava                               |                                                                              |
| 53            | Právo lásku chránit                   | všichni + sólově Mydlář, Dorotka, Mandalénka, Jessenius ml., vypravěč/Kelley |

## CD nahrávka
Písně z muzikálu vyšly také na CD, které vyšlo k datu premiéry, tj. 24. února 2011.

### Seznam skladeb
1. J. Vojtek – Prolog
2. J. Vojtek, B. Matuš, R. Fišarová – Tobě chci lásku svou dát
3. O. Lounová, V. Čok – Jednou se zámožnou stát
4. Z. Fric, D. Hůlka – Pojďme do krčmy!
5. J. Vojtek – Píseň proudu roků
6. A. Bartošová – Splnit vůli otce
7. M. Vojtko, L. Spilka – Žal svůj mám
8. D. Hůlka – Právo mám
9. B. Matuš, R. Fišarová – Chvíle, které chválím
10. J. Vojtek, D. Hůlka, P. Kolář – To stárnutí zrádné
11. M. Vojtko, A. Bartošová – Mně se zdáš
12. P. Kolář – Trnem růže on se zdá
13. D. Barták, K. Nývltová – Jít přímo rájem
14. P. Kolář, B. Josef – Ať chrání Bůh nás
15. K. Brožová, T. Trapl – Věřím dál
16. T. Beroun – Zrádcem on se zdá
17. L. Kuralová – Nechci být tu dál
18. B. Josef, L. Černíková, B. Matuš ~– S hříchem sám
19. I. Csáková – Moje tajemství
20. D. Barták, M. Pošta – Já se teď ptám
21. Z. Trvalcová, J. Vágner, D. Hůlka, M. Jandová – Právo lásku chránit

28. srpna 2011 vyšla luxusní verze původně vydaného CD s bonusovým diskem. To obsahuje čtyři písně z muzikálu, v nichž Michal David nazpíval part Jana Jessenia, Jana Mydláře a Jana Jessenia mladšího. Na CD je dále vyprávění Pavla Soukupa o postavách a historickém pozadí příběhu Kata Mydláře se scénickou hudbou z muzikálu.

### Seznam skladeb bonusového CD
1. Michal David, Alžbeta Bartošová – Chvíle, které chválím
2. Michal David, Ladislav Spilka – Žal svůj mám
3. Michal David – Zrádcem on se zdá
4. M. David, J. Vojtek, D. Hůlka, P. Kolář – To stárnutí zrádné
5. Pavel Soukup – Kat Mydlář
6. Pavel Soukup – Rudolf II.
7. Pavel Soukup – Magistr Eduard Kelley
8. Pavel Soukup – Jan Jessenius
9. Pavel Soukup – Bitva na Bílé hoře
10. Josef Vojtek, Daniel Hůlka, Petr Kolář – To stárnutí zrádné (radio edit)